# Страх воды (фильм)
«Страх воды» (фр. La peur de l'eau) — канадский триллер 2011 года, снятый Габриэлем Пеллетье. В главных ролях снялись Пьер-Франсуа Лежандр и Брижитт Погона. Фильм получил Гран-при и приз лучшему исполнителю мужской роли Фестиваля детективного кино в Льеже, а также приз лучшему исполнителю мужской роли фестиваля Screamfest.

## Сюжет
Главный герой фильма — простой полицейский сержант Андре Сюрпрена. Он живёт с единственной и любимой дочерью на Мадленских островах. Он самый обычный человек из неполной семьи со стабильным заработком, единственная неожиданная особенность Андре — он боится воды.
На острове происходит преступление: Розали Ришар, восемнадцатилетняя дочь мэра, найдена убитой и изнасилованной на скале у берега моря. Для раскрытия такого дела был прислан инспектор Женгра из Монреаля. С его точки зрения, убийца — маньяк, но Сюрпрена не согласен с тем, как инспектор ведёт расследование. Он сам решается найти преступников и проводит собственное расследование вместе со своей новой напарницей, офицером Женевьев Савойя, которая тайно в него влюблена. Все местные жители оказываются под подозрением.

## В ролях
| Актёр                | Роль              |
| -------------------- | ----------------- |
| Пьер-Франсуа Лежандр | Андре Сюрпрена    |
| Брижитт Погона       | Женевьев Савойя   |
| Норман Д’Амур        | Дени Женгра       |
| Мишель Лаперьер      | лейтенант Асселен |
| Стефани Лапуэнт      | Розали Ришар      |
| Бенуа Руссо          | Платон            |
| Максим Дюмонтье      | Жюльен Кормье     |
| Паскаль Бюссьер      | Элиз              |
| Изабель Сир          | Эванжелин         |
| Поль Дусе            | Бернар Дюваль     |

## История создания
Фильм снят по мотивам романа Жана Лемье «В конце всегда приходится платить». По словам режиссёра Габриэля Пеллетье, этой лентой он рассчитывал заполнить вакуум в квебекском кинематографе, связанный с отсутствием полицейских детективов. Первоначально он хотел экранизировать первый роман того же автора «Красная луна», но поскольку права на его экранизацию были уже проданы, взялся за «В конце всегда приходится платить», переделав его в сценарий с помощью опытного сценариста Марселя Больё.
Съёмки проходили в Монреале, Квебеке, а также на Мадленских островах. Съёмки на Мадленских островах велись осенью, поскольку режиссёр не хотел, чтобы события развивались на слишком буколическом фоне; в итоге съёмки начались во время урагана Эрл, а закончились во время урагана Игорь. Бюджет всего фильма составил 4.95 млн канадских долларов, однако компания не сообщает о сборах картины.

## Отзывы критиков и реакция публики
По словам исполнителя главной роли Пьера-Франсуа Лежандра, детективный сюжет фильма — лишь канва, толчок для развития его персонажа, который преодолевает свои внутренние ограничения, символизируемые его боязнью воды. Этой же точки зрения придерживается кинокритик газеты La Presse Алекси Лепаж, который пишет, что если рассматривать ленту исключительно как триллер, то зритель будет разочарован. Вместо этого он предлагает смотреть её как романтическую комедию с остросюжетным фоном. По мнению Лепажа, наиболее ценным в картине является «внутренний триллер» — процесс самопознания главных героев (Андре и Женевьев), которые должны в экстраординарных обстоятельствах найти в себе ранее не раскрытые внутренние силы, а попутно находят и любовь. Лепаж видит в фильме как более очевидные отсылки к фильму братьев Коэнов «Фарго», так и менее явные параллели с другим квебекским фильмом — «Великим соблазнением» Жана-Франсуа Пуало.
Обозреватели газет l’Actuel и Journal de Montréal особо отмечают удачную работу Пьера-Франсуа Лежандра в роли сержанта Сюрпрена. Жоани Дюфрен из l’Actuel пишет о глубоком психологизме его игры, подчёркивая, что такие сильные роли ему чаще доводится играть в театре, чем в кино, где он чаще выступает в амплуа комика. Дюфрен соглашается с Лепажем в том, что «Страх воды» — более глубокая картина, чем просто триллер. В Journal de Montréal внимание уделено кульминационной сцене фильма, в которой испытывающий страх перед водой Сюрпрена вступает в бой с предполагаемым убийцей на борту лодки; эту сцену должны были снимать с каскадёром, но накануне съёмки режиссёр предложил Лежандру попробовать сделать её самому.
В премьерный уикенд в Квебеке фильм собрал 92 435 долларов, заняв девятое место среди лидеров проката в провинции.

## Награды и номинации
- Победа — Международный фестиваль детективного кино в Льеже[фр.] — Гран-при[9]
- Победа — Международный фестиваль детективного кино в Льеже — лучший актёр (Пьер-Франсуа Лежандр)[9]
- Победа — Скримфест[англ.] — лучший актёр (Пьер-Франсуа Лежандр)[10][11]
- Номинация — Jutra Awards — лучший звук[10]
- Номинация — Jutra Awards — лучшая актриса второго плана (Сандрин Биссон)[10]